# Maliattha pulverosa
Maliattha pulverosa là một loài bướm đêm trong họ Noctuidae.